# ELOVL5
ELOVL5‏ (ELOVL fatty acid elongase 5) هوَ بروتين يُشَفر بواسطة جين ELOVL5 في الإنسان.